# Eranthis
Eranthis (Salisb., 1807) è un genere di piante erbacee appartenente alla famiglia delle Ranunculaceae, diffuso dall'Europa all'Estremo Oriente e composto da 9 specie. In Italia questo genere è rappresentato da una sola specie: Eranthis hyemalis.

## Etimologia
Il nome di questo genere deriva da due radici greche: er (= primavera) e anthos (= fiore) e fa riferimento alla precoce fioritura di alcune sue specie. Il nome è stato ricavato (come spesso avviene) dalla specie tipo di questo genere: Eranthis hyemalis Salisb..

Il nome scientifico attualmente accettato (Eranthis) è stato proposto dal botanico britannico Richard Anthony Salisbury (1761 - 1829) in una pubblicazione del 1807 relativa agli “Atti della Linnean Society of London”.

## Descrizione

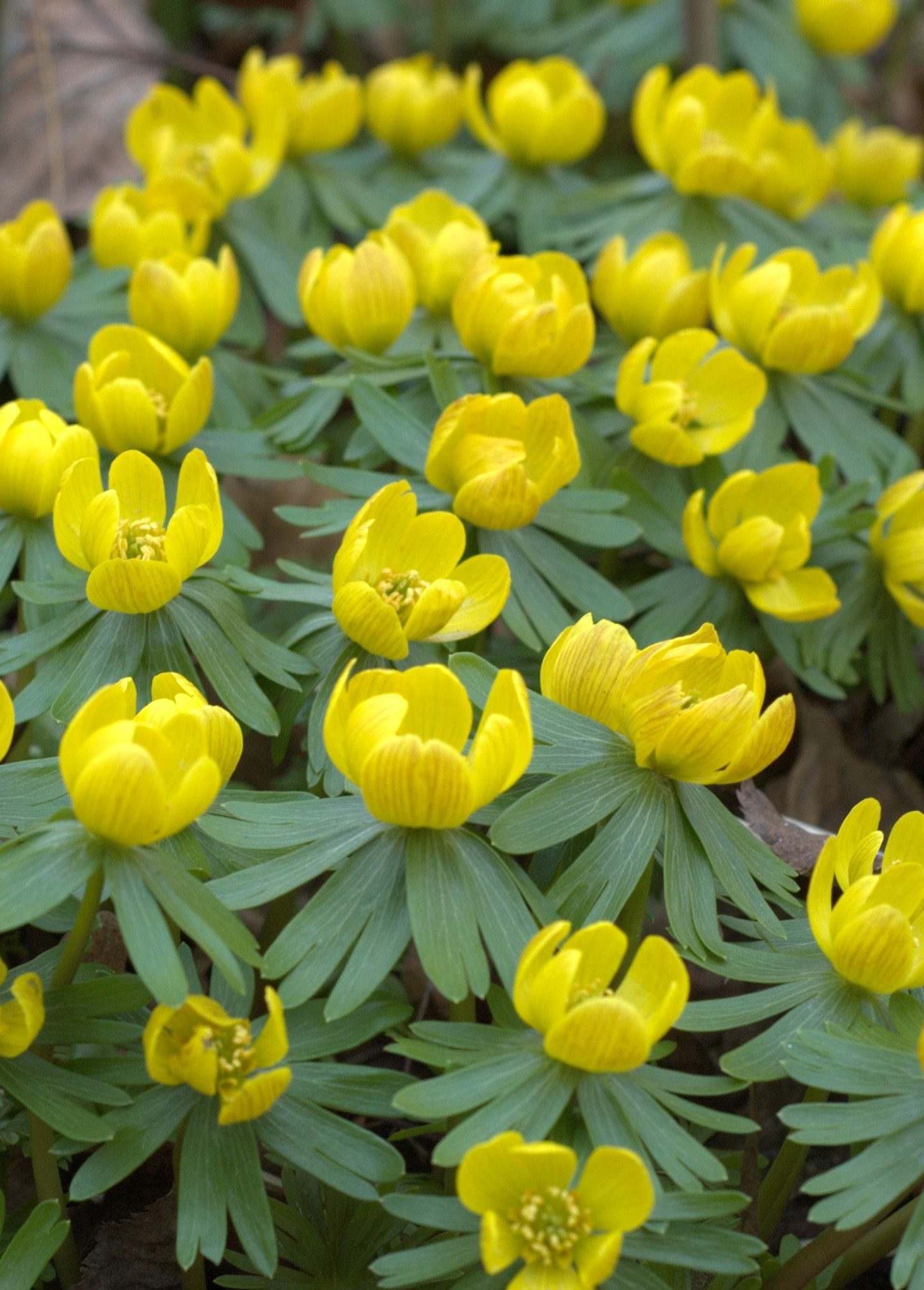
Il portamento (Eranthis hyemalis

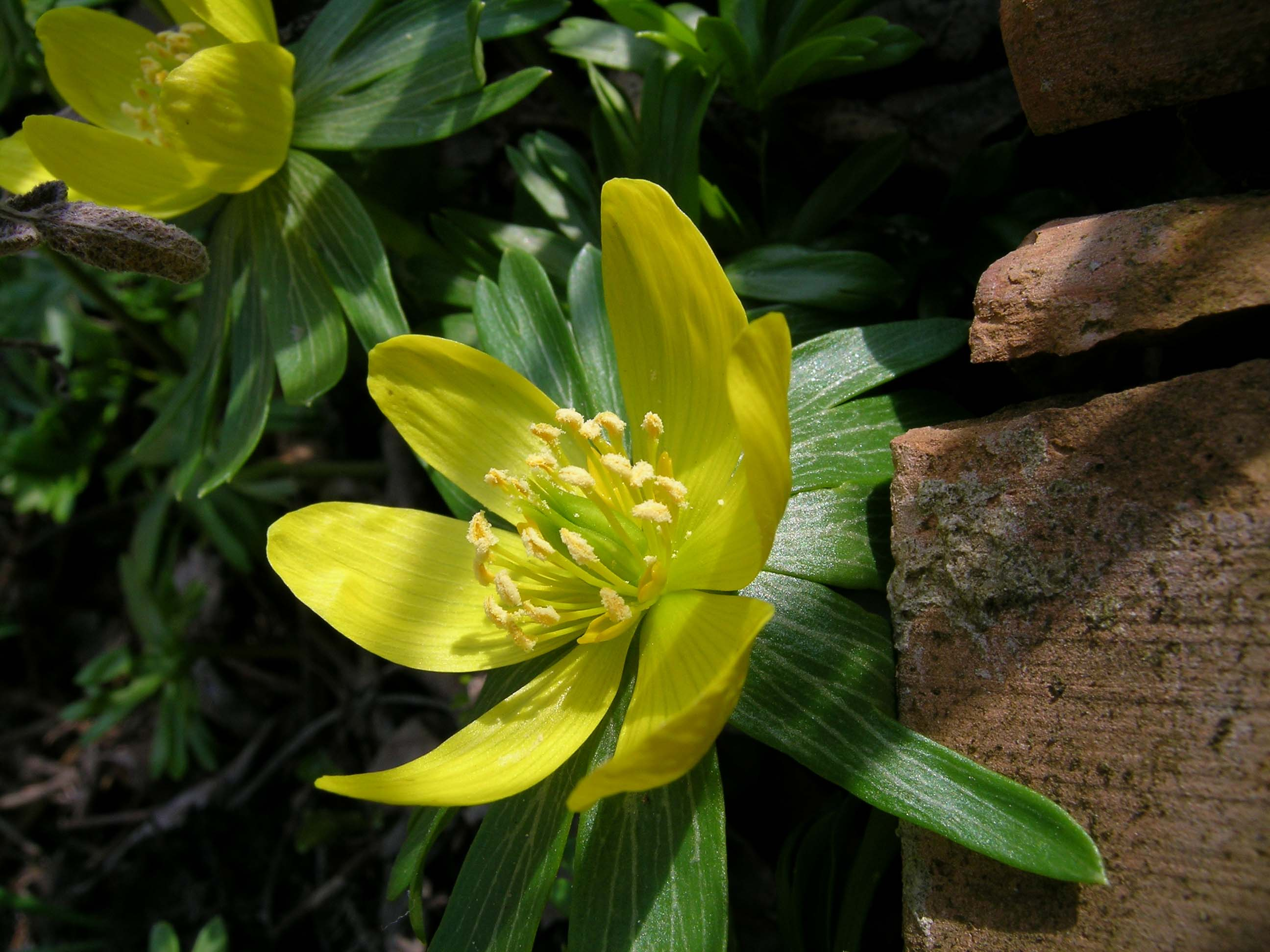

I dati morfologici si riferiscono soprattutto alle specie europee e in particolare a quelle spontanee italiane.
 
Sono piante erbacee perenni non molto alte (10 – 15 cm) a precoce fioritura primaverile. La forma biologica di queste piante è (almeno per le specie europee) geofita rizomatosa (G rhiz), ossia sono piante che portano le gemme in posizione sotterranea. Durante la stagione avversa non presentano organi aerei e le gemme si trovano in organi sotterranei chiamati rizomi, dei fusti sotterranei dai quali, ogni anno, si dipartono radici e fusti aerei.

### Radici
L'apparato radicale è secondario da rizoma.

### Fusto
- Parte ipogea: la parte sotterranea del fusto consiste in un rizoma tuberoso spesso a portamento orizzontale. Può essere formato da diversi segmenti subglobosi.
- Parte epigea: la parte aerea è breve e semplice (non ramificata). In molte specie è formata da uno scapo unifloro e da alcune foglie basali.

### Foglie

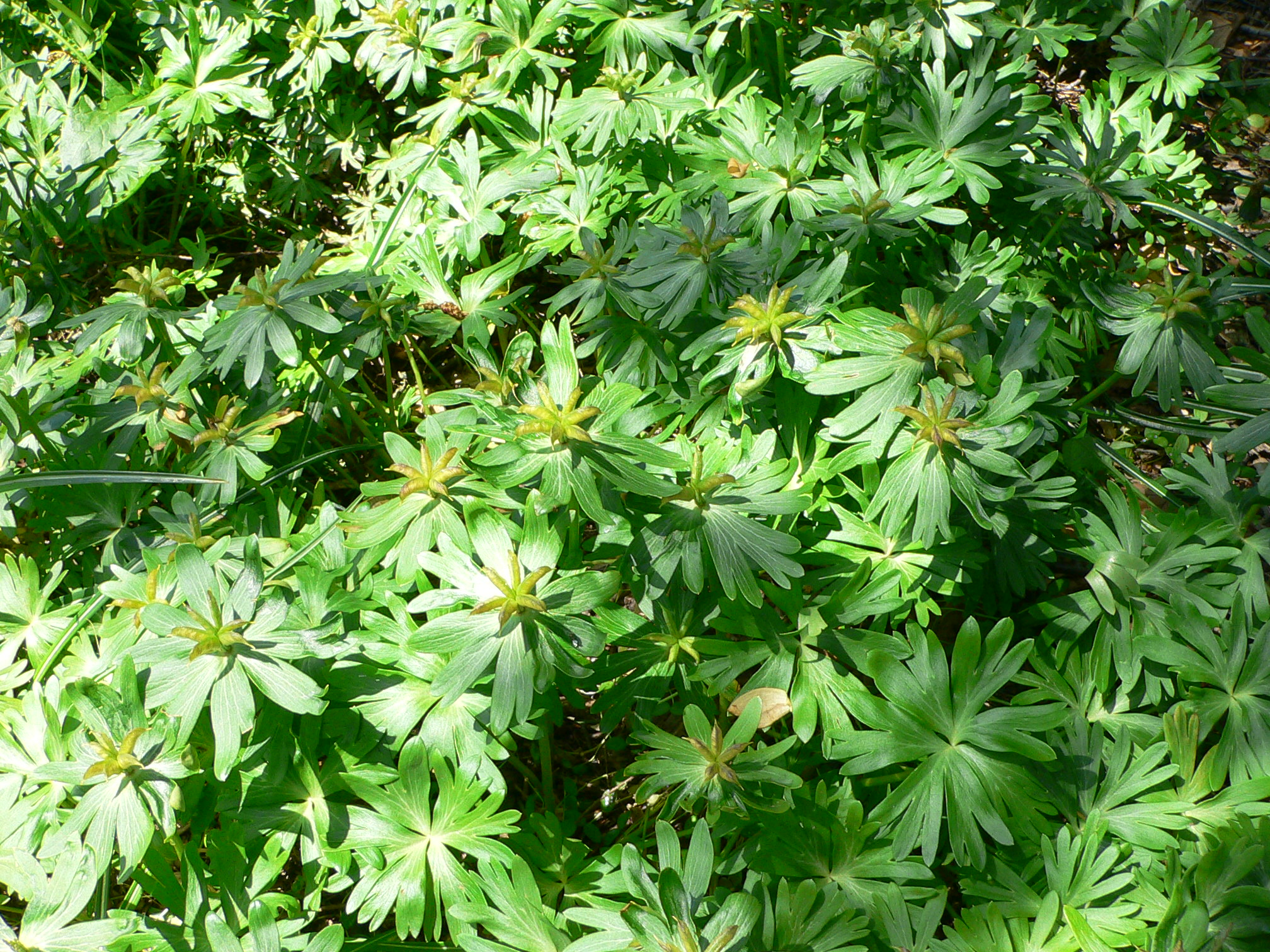
Le foglie (con frutti) (Eranthis hyemalis

- Foglie basali: le foglie radicali (1 o 2, ma possono anche essere assenti) sono collegate direttamente al rizoma tramite un lungo picciolo. Sono peltate con una forma da rotondeggiante a orbicolare. La lamina è composta del tipo palmatosetto: divisa quasi completamente in più segmenti (3 - 5). Ogni segmento (o lobo) è una lunga lacinia con apice rotondo. Le foglie radicali si sviluppano completamente solo dopo la fioritura.
- Foglie cauline: quelle cauline formano un verticillo appena sotto il fiore (possono essere considerate, secondo prospettive diverse, delle brattee oppure un involucro fiorale – esempio di transizione verso un calice vero e proprio).

### Infiorescenza

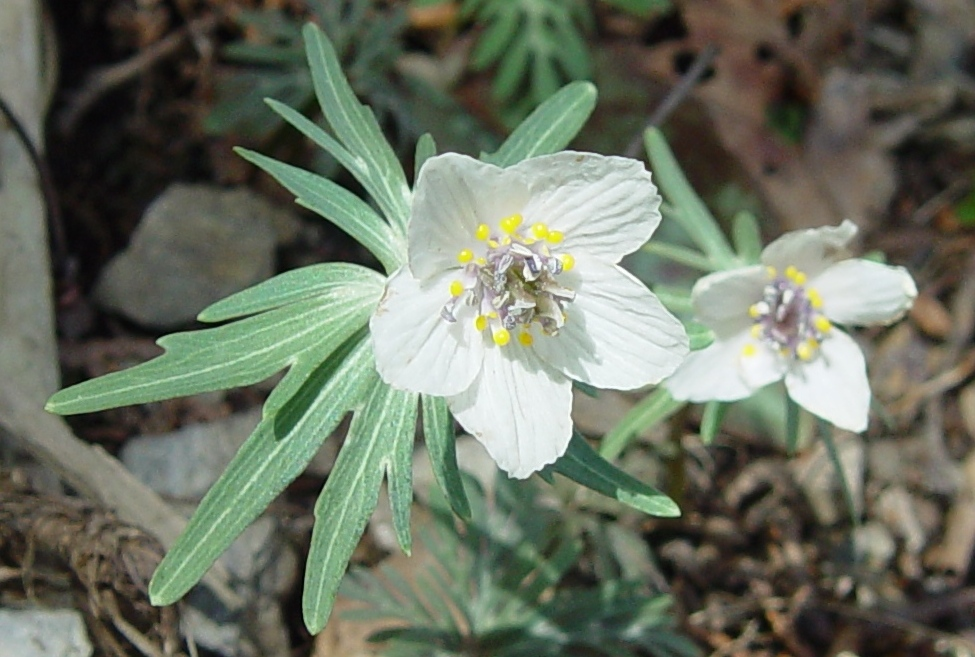
Infiorescenza (Eranthis pinnatifida

I fiori solitari spuntano direttamente dal rizoma (sono considerati fiori sessili). Lo scapo è unifogliato, ossia il fiore è circondato da un involucro bratteale monofillo, sessile simile alle foglie basali. Questo involucro simula il calice. 

### Fiore

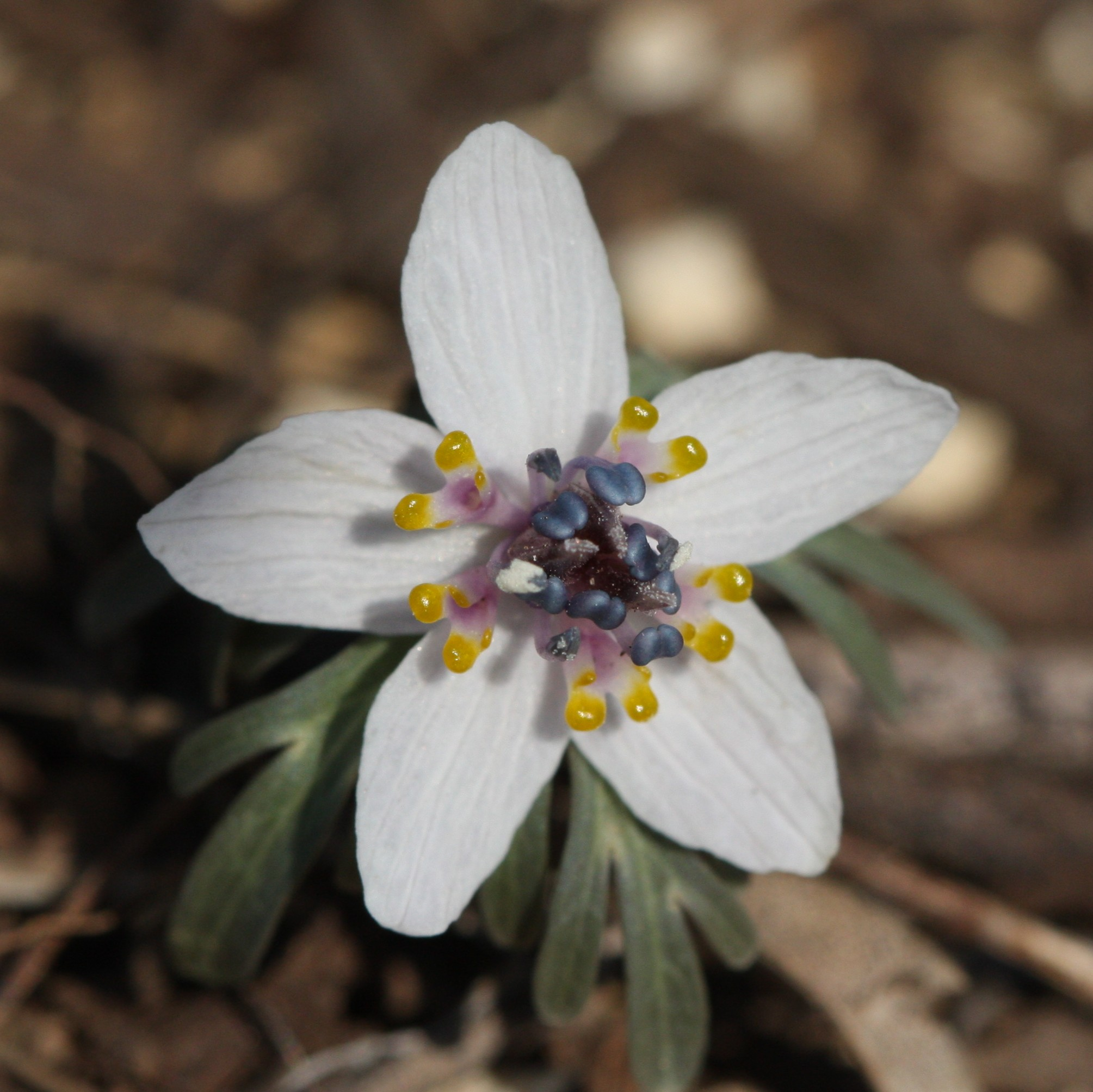
Il fiore (Eranthis pinnatifida

Questi fiori sono considerati fiori arcaici, o perlomeno derivati da fiori più arcaici dalla struttura aciclica. Il perianzio è formato da un solo verticillo di elementi più o meno indifferenziati (fiori apoclamidati), i quali hanno una funzione di protezione e sono chiamati tepali o sepali (la distinzione dei due termini in questo caso è ambigua e quindi soggettiva). I petali veri e propri sono molto ridotti. I fiori sono attinomorfi, più o meno esameri (a 6 elementi di base), ermafroditi e dialisepali (e anche dialipetali).
- Formula fiorale: per queste piante viene indicata la seguente formula fiorale:

* K 5-8, C 5-8, A molti, G pochi (supero)
- Calice: il calice è composto da 5 a 8 sepali lanceolati o oblunghi (lunghi il doppio della larghezza) lucidi a forma petaloide. Sono caduchi. Il colore dei sepali può essere giallo, bianco o rosa-rosso. Lunghezza dei petali: 15 – 18 mm.
- Corolla: i petali sono in numero variabile da 5 a 8, molto piccoli (più brevi degli stami), a forma tubulosa e con apice bilobo; sono inoltre nettariferi. Lunghezza dei petali: 4 mm.
- Androceo: gli stami (a disposizione spiralata) molto numerosi (mediamente da 10 a 36) e si dividono in esterni e interni; quelli esterni sono 6 e sterili. I filamenti sono strettamente lineari. Le antere hanno una forma ellissoide oppure orbicolare.
- Gineceo: l'ovario è supero formato da pochi (da 3 a 9) carpelli peduncolati. Ogni carpello contiene diversi ovuli (da 6 a 9).

### Frutti
I frutti sono dei follicoli (da 3 a 9) rostrati (o becco terminale) e stipitati. Le pareti dei follicoli sono venate. Ogni follicolo contiene pochi semi lisci. Lunghezza del becco: 2 – 3 mm.

## Riproduzione
- Impollinazione: l'impollinazione è garantita soprattutto da diversi insetti, come api e vespe in quanto sono piante nettarifere (impollinazione entomogama).
- Riproduzione: la fecondazione avviene sia tramite l'impollinazione dei fiori (vedi sopra), ma anche per divisione del piede (propagazione tipicamente orticola).

## Distribuzione e habitat
La distribuzione di queste piante è relativa soprattutto alle zone temperate dell'Emisfero boreale: Europa, Nord America e Asia (in Cina sono presenti due specie endemiche). L'habitat tipico sono le zone fresche e umide dei sottoboschi.

## Tassonomia
Il genere Eranthis comprende poche specie (una sola spontanee dei territori italiani). La famiglia delle Ranunculaceae invece comprende oltre 2000 specie distribuite su circa 47 generi (2500 specie e 58 generi secondo altre fonti). 

Le specie asiatiche sono classificate a volte come Shibateranthis Nakai . In altre flore con il raggruppamento Shibateranthis si designa la sezione asiatica di questo genere (le specie occidentali sono assegnate alla sezione Eranthis).

### Filogenesi
La posizione tassonomica di questo genere nel corso del tempo ha subito più di qualche revisione. A parte la sistemazione fatta inizialmente da Carl von Linné (le poche specie di questo genere erano associate al genere Helleborus per certe loro somiglianze puramente morfologiche come il verticillo di brattee appena sotto l'infiorescenza o la precocità della fioritura) e in seguito la creazione di un genere apposito (quello di questa voce) fatta dal botanico britannico Richard Anthony Salisbury (1761 – 1829), la prima sistemazione fatta con criteri filogenetici nei livelli tassonomici superiori venne proposta da Micho Tamura alla fine del secolo scorso: 
- sottofamiglia Helleboroideae

- tribù Helleboreae

- sottotribù Helleborineae (Helelborus - Eranthis)
- sottotribù Cimicifugineae (Anemonpsis – Cimicifuga - Actaea)

Successive analisi (di tipo filogenetico-molecolare sulle sequenze del DNA) hanno dimostrato l'esistenza di un gruppo monofiletico comprendente i seguenti generi: Actaea – Eranthis – Cimicifuga -  Souliea – Anemonopsis – Beesia – Caltha – Adonis - Trollius – Megaleranthis. Rilevando inoltre un ulteriore stretto rapporto di Eranthis con  Actaea, Cimicifuga,  Souliea e Anemonopsis.
A seguito di questa e altre ricerche nelle quali tra l'altro viene sostenuto il collegamento di Beesia con Eranthis sia esaminando DNA ribosomiale e plastidiale che comparando i cariotipi (analisi sulla morfologia dei cromosomi), viene proposta una nuova classificazione:
- sottofamiglia Ranunculoideae

- tribù Actaeeae (Actaea, Anemonopsis, Beesiae, Eranthis e †Paleoactaea)

(altre tribù...)

Non tutte le ricerche confermano questo nuovo assetto della tribù. Altre analisi indicano un forte raggruppamento di Eranthis col genere Caltha (al 92%). È chiaro quindi che sono necessari ulteriori studi sulla famiglia delle Ranunculaceae per comprenderne più a fondo la struttura.

### Elenco delle specie del genere
All'interno del genere Eranthis sono attualmente comprese 9 specie, qui riportate suddivise per la loro provenienza. Notare che la popolarità di alcune di queste (principalmente E. hyemalis) ha fatto sì che fossero presenti in un areale più ampio, che include parte degli Stati Uniti orientali.
Specie europee:
- Eranthis hyemalis ((L.) Salisb., 1807)

Specie asiatiche:
- Eranthis albiflora (Franchet, 1885) (il colore dei sepali è bianco; la pianta è fondamentalmente glabra con 4-5 carpelli)
- Eranthis cilicica (Schott & Kotschy, 1854) (conosciuta soprattutto come pianta da coltivazione – originaria della catena montuosa del Tauro e della regione storica della Cilicia nella Turchia meridionale)
- Eranthis iranica (Rukšāns & Zetterl., 2018)
- Eranthis lobulata (W.T.Wang, 1965) (l'apice delle brattee è lobato)
- Eranthis longistipitata (Regel, 1870)
- Eranthis pinnatifida (Maxim., 1876)
- Eranthis sibirica (DC., 1817) (originaria dell'Asia settentrionale)
- Eranthis stellata (Maximowicz, 1859) (il colore dei sepali è giallo; la pianta è fondamentalmente pubescente con 6-9 carpelli)

### Ibridi
Qui di seguito è indicato un ibrido interspecifico:
- Eranthis × tubergenii Bowles - Ibrido fra: E. cilicica e E. hyemalis

### Sinonimi
Questa entità ha avuto nel tempo diverse nomenclature. L'elenco seguente indica alcuni tra i sinonimi più frequenti:
- Cammarum Hill (1756)
- Helleboroides Adans. (1763)
- Koellea Biria (1811)
- Robertia Mérat, non Scopoli (1777)
- Shibateranthis Nakai (1937)

### Generi simili
I fiori di questo genere sono molto particolari e unici e quindi poco confondibili (questo relativamente alle specie spontanee europee). Possono eventualmente essere confusi le specie del genere  Caltha L.; ma si distinguono comunque per le foglie molto più a forma di lacinia (quelle delle “calthe” sono reniformi).

## Usi

### Farmacia
Tutte le piante sono velenose (come la maggior parte delle specie della famiglia delle Ranunculaceae).

### Giardinaggio
L'impiego di queste piante è soprattutto nel giardinaggio, specialmente in vasetto per averne la fioritura in casa. Nel giardinaggio la specie Eranthis hyemalis  (spontanea dei territori italiani) è stata introdotta a metà del 1800. Un certo successo nella floricoltura ha avuto una cultivar ibrido della “hyemalis” con Eranthis sibirica. Il fiori di questo genere non sono particolarmente appariscenti ma diventano preziosi per la loro precoce fioritura quando ancora tutta la terra è ancora “addormentata” per la stagione fredda.